# Isabelle Razavet
Isabelle Razavet est une directrice de la photographie française.

## Biographie
Après une maitrise de philosophie, Isabelle Razavet obtient le diplôme de la Fémis en département Image. Elle choisit de travailler comme directrice de la photographie autant sur des documentaires de création qu'en fiction. Elle devient la responsable de l'image attitrée des films de Sólveig Anspach et de Jean-Xavier de Lestrade, notamment pour le documentaire Un coupable idéal (2002) qui a reçu l'Oscar du meilleur film documentaire lors des Oscars 2002. Elle collabore aussi avec Mathieu Amalric entre autres pour l'adaptation télévisée remarquée de L'Illusion comique, ainsi qu'avec Hélène Angel, Dominique Cabrera, Magaly Richard-Serrano, Denys Granier-Deferre, Christophe Blanc, Danielle Arbid, Les Frères Cling, François Caillat.
Elle est membre de l'Association française des directeurs de la photographie cinématographique (AFC) et de l'Union des chefs-opérateurs.

## Filmographie
- 1995 : La Vie parisienne (court métrage) d'Hélène Angel
- 1999 : Peau d'homme cœur de bête d'Hélène Angel
- 1999 : La Beauté du monde d'Yves Caumon
- 1999 : Haut les cœurs ! de Sólveig Anspach
- 2002 : Un coupable idéal de Jean-Xavier de Lestrade
- 2003 : Une grande fille comme toi (téléfilm) de Christophe Blanc et Mercedes Cecchetto
- 2003 : La Chose publique de Mathieu Amalric
- 2005 : Le Secret de Sólveig Anspach
- 2005 : Signes de vie de Vincent Martorana
- 2006 : Dans les cordes de Magaly Richard-Serrano
- 2008 : Clémentine (téléfilm) de Denys Granier-Deferre
- 2009 : El gaucho d'Andrès Jarach
- 2009 : Parcours meurtrier d'une mère ordinaire : L'Affaire Courjault (téléfilm) de Jean-Xavier de Lestrade
- 2010 : L'Illusion comique (téléfilm) de Mathieu Amalric
- 2010 : Louise Michel la rebelle (téléfilm) de Sólveig Anspach
- 2010 : Anne et les Tremblements de Sólveig Anspach (court métrage)
- 2013 : Queen of Montreuil de Sólveig Anspach
- 2013 : Lulu femme nue de Sólveig Anspach
- 2014 : 3 x Manon (mini-série) de Jean-Xavier de Lestrade
- 2016 : L'Effet aquatique de Sólveig Anspach
- 2017 : Corniche Kennedy de Dominique Cabrera
- 2017 : Manon 20 ans (mini-série) de Jean-Xavier de Lestrade
- 2018 : The Staircase (série documentaire, 13 x 52 min) de Jean-Xavier de Lestrade
- 2018 : 13 novembre : Fluctuat Nec Mergitur (mini-série) de Jules et Gédéon Naudet
- 2019 : Jeux d'influence (série télévisée) de Jean-Xavier de Lestrade